# Province cartusienne de Castille
Ne doit pas être confondu avec la Castille, région historique d'Espagne.
Pour l’ordre des Chartreux, la définition des provinces correspond à un groupe de maisons et non à un espace géographique. Une province porte généralement le nom du pays où les maisons se trouvent principalement situées.
La province de Castille, en latin : Provincia Castella, de l'ordre des Chartreux est créée au chapitre général de 1442.

## Histoire
Vers 1442, la province de Catalogne est divisée en deux, dont l'une garde le même nom et l'autre est appelée province de Castille. Les Chartreux d'El Paular, Las Cuevas, Aniago et Miraflores sont séparés de la province de Catalogne, devenant la province de Castille. Dans la province de Catalogne, les Chartreux de Scala Dei, Porta Cœli, Montalegre, Val de Christo et Valldemossa sont restés.
Les rois catholiques d'Espagne tente de séparer les Chartreux espagnols de l'obéissance du général de l'ordre. La ségrégation n'est pas réalisée. Philippe II réussit en 1577 la constitution de la première confédération indépendante des Chartreux espagnols, mais elle ne dure que quelques mois.
En 1784, les Chartreux espagnols se séparèrent de l'obéissance à la maison mère et la congrégation nationale est formée. Au chapitre général de 1794, à la Val de Christo, le premier définiteur de la Catalogne est élu. Peu de temps après, lorsque la Révolution française supprime les ordres monastiques, l'indépendance est totale. Le premier chapitre général de la nouvelle congrégation des Chartreux d'Espagne se teint dans la chartreuse d'El Paular, le 2 juillet 1798. Ara Christi est la résidence du vicaire général de la congrégation cartusienne espagnole.

## Liste des chartreuses de Castille
Par date de fondation :
- El Paular (1390-1835)
- Séville (1398-1835)
- Miraflorès 1441
- Aniago (1442-1835)
- Xérès (1478-2001)
- Cazalla (1479-1835)
- Grenade (1506-1835)
- Évora 1587
- Lisbonne (1593-1834)

## Visiteurs de la province de Castille
- 1552 : Rodrigo de Valdepeñas (†1560), né à Valdepeñas, profès de El Paular, nommé prieur en 1536, puis passe aux priorats de Grenade en 1545, de Séville en 1552, de Cazalla en 1558 et de Xérès en 1560. Il était visiteur de la province depuis 1552.

- José de Santa Maria (†1643), Originaire du Pérou, il fait profession à la chartreuse de Séville en 1608, prieur de Cazalla en 1631, de Séville en 1635, de El Paular en 1638, à nouveau de Séville en 1641. Il meurt en charge le 3 août 1643.